# Moses ben Hanoch
Moses ben Hanoch o Moses ben Enoch (en hebreo: משה בן חנוך‎, Moshe ben Hanoch) fue un rabino medieval que se convirtió inadvertidamente en un célebre erudito del Talmud en la capital de al-Ándalus, Córdoba, donde fundó una escuela talmúdica. Falleció en torno al año 965.

## Biografía
Moses fue uno de los cuatro eruditos provenientes de Sura, sede de la floreciente, aunque en declive academia talmúdica, con el objetivo de recaudar contribuciones para dicha escuela. Durante un viaje a Bari, en la costa italiana, fueron capturados por el admirante andalusí Muhammad ibn Rumahis, quien, según la leyenda, se enamoró de la bella esposa de Moses. Con una gran angustia, le preguntó a su marido en hebreo que si los que se ahogaban en el mar podrían resucitar, a lo que le respondió, citando el salmo 68:22, «El Señor dijo, los traeré de nuevo de Bashan, les traeré de nuevo de las profundidades del mar», lo que hizo que se lanzara al agua y se ahogara. Moses fue trasladado a Córdoba con su hijo menor Hanoch, donde fue redimido por la comunidad judía en 945 o 948. Una vez asentado, trabajó como sirviente en una escuela, donde escuchaba en una esquina el discurso del Talmud del juez y rabino Nathan. En aquella época, los judíos no estaban versados en la metodología del estudio del Talmud debido a la centralización del estudio de la Torá en Babilonia. Algunos de los apuntes del rabino Nathan le llamaron la atención, y su detallada explicación de un pasaje citado por Nathan, su uso del arameo rabínico y sus respuestas a todas las preguntas impresionaron a toda la asamblea. Nathan, por lo tanto, ese mismo día dimitió de su cargo y se confesó alumno de Moses. La rica comunidad de Córdoba mostró gran honor hacia Moses e inmediatamente lo eligió como rabino. Hasday ibn Shaprut, entusiasmado por este evento, convenció al califa Abderramán III de que el almirante Muhammad ibn Rumahis se abstuviera de buscar a Moses. Moses fundó una gran escuela en Córdoba, que fue independiente del gaonato y que hizo que Córdoba se convirtiera en el centro de estudios judíos.